# Veikko Huhtanen
Veikko Aarne Aleks Huhtanen (5. června 1919, Vyborg – 29. ledna 1976, Helsinky) byl finský reprezentant ve sportovní gymnastice. V národním týmu debutoval v roce 1938, pak jeho závodní kariéru přerušila druhá světová válka. Na Letních olympijských hrách 1948 v Londýně byl po Fanny Blankers-Koenové druhým nejlepším účastníkem. Vyhrál víceboj jednotlivců a soutěž družstev, v závodě v koni našíř se o zlatou medaili dělil s krajany Paavo Aaltonenem a Heikki Savolainenem. Stříbrnou medaili získal na bradlech a bronzovou na hrazdě, v přeskoku skončil na šestém místě. Na mistrovství světa ve sportovní gymnastice v Basileji v roce 1950 skončil druhý v soutěži družstev a na hrazdě. Kariéru ukončil poté, co nebyl nominován na domácí olympiádu v roce 1952, poté působil jako mezinárodní gymnastický rozhodčí.